# Brian Roberts (cestista)
Brian Lloyd Roberts (Toledo, 3 dicembre 1985) è un ex cestista statunitense, professionista nella NBA ed in Europa.

## Statistiche
| * | Primo nella lega |

### NCAA
| Anno      | Squadra       | PG  | PT | MP   | TC%  | 3P%  | TL%  | RP  | AP  | PRP | SP  | PP   |
| --------- | ------------- | --- | -- | ---- | ---- | ---- | ---- | --- | --- | --- | --- | ---- |
| 2004-2005 | Dayton Flyers | 29  | 1  | 20,2 | 45,0 | 43,0 | 78,6 | 2,7 | 1,4 | 0,5 | 0,0 | 9,2  |
| 2005-2006 | Dayton Flyers | 31  | 29 | 33,4 | 41,8 | 41,0 | 79,4 | 3,5 | 3,5 | 0,5 | 0,1 | 16,0 |
| 2006-2007 | Dayton Flyers | 31  | 29 | 35,6 | 46,4 | 45,8 | 89,9 | 2,9 | 2,7 | 0,7 | 0,2 | 18,5 |
| 2007-2008 | Dayton Flyers | 34  | 34 | 34,7 | 47,6 | 45,5 | 86,0 | 2,8 | 3,4 | 0,4 | 0,1 | 18,4 |
| Carriera  | Carriera      | 125 | 93 | 31,2 | 45,2 | 44,1 | 84,9 | 3,0 | 2,8 | 0,5 | 0,1 | 15,7 |

#### Massimi in carriera
- Massimo di punti: 34 (2 volte)[1]
- Massimo di rimbalzi: 12 vs Saint Louis (1º marzo 2006)
- Massimo di assist: 8 (2 volte)
- Massimo di palle rubate: 4 vs La Salle (18 febbraio 2006)
- Massimo di stoppate: 2 vs Temple (28 febbraio 2007)
- Massimo di minuti giocati: 47 vs Creighton (26 novembre 2005)

### NBA

#### Regular season
| Anno      | Squadra             | PG  | PT | MP   | TC%  | 3P%  | TL%   | RP  | AP  | PRP | SP  | PP  |
| --------- | ------------------- | --- | -- | ---- | ---- | ---- | ----- | --- | --- | --- | --- | --- |
| 2012-2013 | N.O. Hornets        | 78  | 5  | 17,0 | 41,7 | 38,6 | 90,9  | 1,2 | 2,8 | 0,5 | 0,0 | 7,1 |
| 2013-2014 | N.O. Pelicans       | 72  | 42 | 23,2 | 42,0 | 36,0 | 94,0* | 1,9 | 3,3 | 0,6 | 0,1 | 9,4 |
| 2014-2015 | Charlotte Hornets   | 72  | 10 | 18,5 | 38,9 | 32,1 | 89,2  | 1,5 | 2,3 | 0,5 | 0,1 | 6,7 |
| 2015-2016 | Charlotte Hornets   | 30  | 0  | 11,1 | 44,3 | 33,3 | 91,9  | 1,0 | 1,3 | 0,2 | 0,0 | 4,8 |
| 2015-2016 | Portland T. Blazers | 21  | 0  | 6,5  | 46,0 | 40,0 | 80,0  | 0,6 | 0,8 | 0,1 | 0,0 | 2,9 |
| 2016-2017 | Charlotte Hornets   | 41  | 2  | 10,1 | 37,7 | 38,6 | 84,6  | 1,0 | 1,3 | 0,2 | 0,0 | 3,5 |
| Carriera  | Carriera            | 314 | 59 | 16,6 | 41,1 | 35,6 | 90,8  | 1,3 | 2,3 | 0,4 | 0,1 | 6,6 |

#### Play-off
| Anno | Squadra             | PG | PT | MP  | TC%  | 3P% | TL%  | RP  | AP  | PRP | SP  | PP  |
| ---- | ------------------- | -- | -- | --- | ---- | --- | ---- | --- | --- | --- | --- | --- |
| 2016 | Portland T. Blazers | 10 | 0  | 3,6 | 22,2 | 0,0 | 66,7 | 0,1 | 0,3 | 0,0 | 0,0 | 0,8 |

#### Massimi in carriera
- Massimo di punti: 23 vs Houston Rockets (13 aprile 2015)[2]
- Massimo di rimbalzi: 7 vs Dallas Mavericks (10 gennaio 2014)
- Massimo di assist: 18 vs Denver Nuggets (25 marzo 2013)
- Massimo di palle rubate: 4 (3 volte)
- Massimo di stoppate: 2 vs Oklahoma City Thunder (21 febbraio 2015)
- Massimo di minuti giocati: 43 vs Portland Trail Blazers (10 marzo 2013)

## Palmarès
- Campionato tedesco: 3

Brose Bamberg: 2009-10, 2010-11, 2011-12
- Coppa di Germania: 3

Brose Bamberg: 2010, 2011, 2012
- Supercoppa tedesca: 2

Brose Bamberg: 2010, 2011
- Miglior tiratore di liberi NBA (2014)